# Sammy N'Djock
Sammy N'Djock, född 25 februari 1990, är en kamerunsk fotbollsmålvakt som spelar för Minnesota United.